# Bohr (Mondkrater)
Bohr ist ein Einschlagkrater am westlichsten Rand der Mondvorderseite und ist daher, wenn überhaupt, nur stark verzerrt von der Erde aus sichtbar. 
Im Nordosten berührt er den Wall von Vasco da Gama, im Nordwesten liegt der Krater Einstein. 
Der Kraterrand ist stark erodiert und teilweise von jüngeren Kratern überlagert.
Der Krater wurde 1964 von der IAU nach dem dänischen Physiker Niels Bohr offiziell benannt.
Südwestlich von Bohr liegt das Mondtal Vallis Bohr.